# Aram-Naharaim

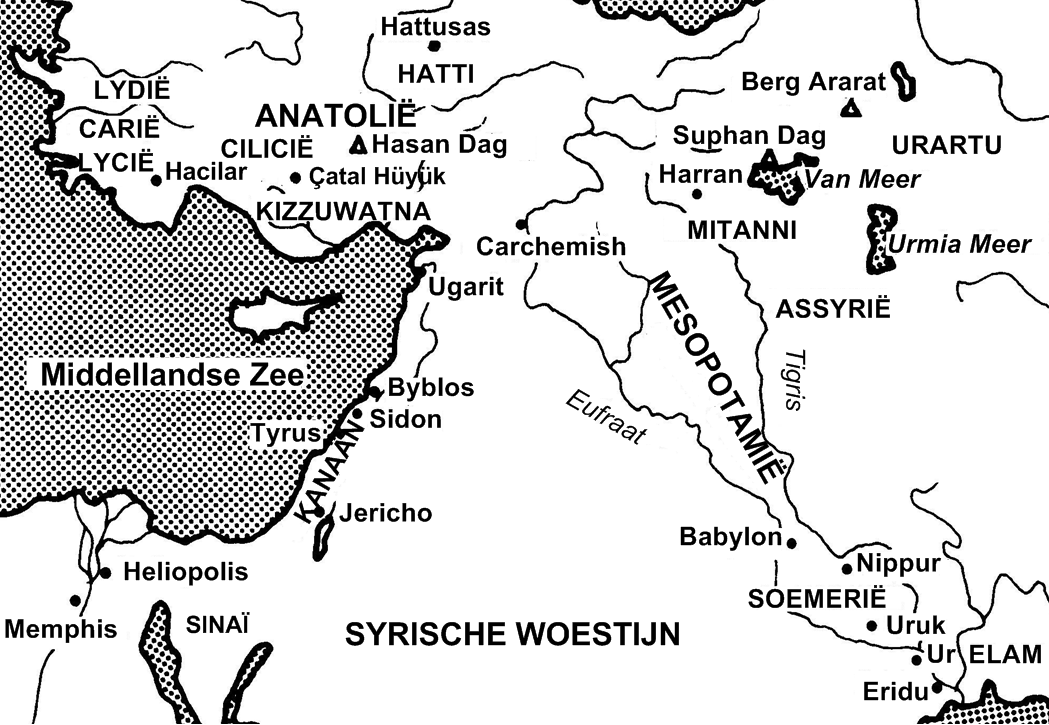
Aram-Naharaim lag in het gebied van het koninkrijk van Mitanni en overlapte deels met het meest noordelijke deel van Mesopotamië

Aram-Naharaim (Aramees: ܐܪܡ ܢܗܪ̈ܝܢ, Aram Nahrin, "Aram tussen de rivieren"; Hebreeuws: אֲרַם נַֽהֲרַיִם, ’Aram Naharayim) was de aanduiding van het land van de Arameeërs tussen de Balikh en de Khabur, die boven de Eufraat lag in het gebied van het koninkrijk van Mitanni. Aram-Naharaim wordt ook genoemd als Nahrima van de Arameeërs in de El-Amarna brieven.

## Hebreeuwse Bijbel
De aanduiding wordt ook gebruikt in de Hebreeuwse Bijbel als het land waar Abraham vandaan kwam (Genesis 24:4,10). Volgens dit verhaal woonde hij in de buurt van de Eufraat en reisde hij op bevel van God naar Kanaän (Genesis 12:1-5). In Genesis worden Aram-Naharaim, Paddan-Aram en Charan als min of meer uitwisselbaar gebruikt om de plaats aan te duiden waar Abraham kort verbleef met zijn vader Terach, nadat hij Oer had verlaten en op weg was naar Kanaän (Genesis 11:31) en de plaats waar de aartsvaders hun vrouwen zochten om niet te trouwen met de vrouwen uit Kanaän (Genesis 25:20; 28:2-7).
Van de ziener Bileam werd gezegd dat hij afkomstig was uit de stad Petor in Aram-Naharaim (Deuteronomium 23:5). Petor wordt genoemd als naam van een stad  in de regio van Eufraat in een lijst van Thoetmosis III uit de 15e eeuw v.Chr. en in een inscriptie van Salmanasser II uit de 9e eeuw v.Chr. als een stad ten westen van de Eufraat.
De streek werd verder nog drie keer in de Hebreeuwse Bijbel genoemd (Rechters 3:8,10; 1 Kronieken 19:6; Psalm 60:2). In de Griekse teksten van de Septuagint (de Griekse vertaling van de Hebreeuwse Bijbel) en Flavius Josephus werd de regio "Mesopotamië" genoemd, wat "tussen de rivieren" betekent, maar mag niet gelijkgesteld worden met het historisch-culturele Mesopotamië.

## Historische vermeldingen
In drie Amarnabrieven wordt Nahrima genoemd in relatie tot Naharina (een aanduiding voor Noord-Syrië in de periode van Thoetmosis I). Strabo gebruikte de term "Mesopotamië" oorspronkelijk alleen voor het noordelijke deel van de laaglanden tussen de rivieren, terwijl hij het zuidelijke deel "Babylonië" noemde. De naam "Mesopotamië" komt uit de Hellenistische periode, toen oude Griekse geografen het nederzettingsgebied tussen de rivieren de Eufraat en de Tigris, het land van Aram-Naharaim, in het Grieks vertaalden.
Dit zuidoostelijke deel van het land tot aan de Khabur en Singara werd in 166 op de Parthen veroverd door Lucius Verus, die er een Romeinse provincie van maakte. Dat bleef het ongeveer vijfhonderd jaar (ook na de overdracht van Nisibis en Singara aan de Perzische Sassaniden in 364) tot de Islamitische veroveringen. Hierdoor kreeg de naam Mesopotamië een politieke en bestuurlijke betekenis binnen nauwere geografische grenzen dan die hierboven genoemd. Deze werd door de verdeling van de grotere provincie onder Diocletianus tot de helft ingeperkt vanaf de Armeense gebieden tot aan de bovenloop van de Tigris.